# Bénédicte Evrard
Bénédicte Evrard (Brussel, 21 maart 1975) is een Belgisch voormalig gymnaste.

## Levensloop
Evrard vertegenwoordigde België op de Olympische Zomerspelen van 1992. Ze nam er deel aan vijf disciplines. Op de evenwichtsbalk werd ze er 37e, op het sprong 51e, evenals op de brug met ongelijke leggers en in de vloeroefening werd ze 77e. In de individuele all-round ten slotte eindigde ze er op de 23e plaats (38,974 pt).
 Ze was de tweede Belgische - na Joëlle De Keukeleire in 1976 - die doorstootte naar een Olympische finale.
Ook nam ze tweemaal deel aan de wereldkampioenschappen, met name in 1991 en 1993. Aldaar werd ze in 1991 24e in de landenwedstrijd en in 1993 22e in de 'allround'.
Ze was aangesloten bij Royal Espoirs Beaufays. Na haar sportieve carrière ging ze aan de slag als coach bij 'Flammes Essor' te Messancy.